# 庫爾恰托夫山
71°39′S 11°14′E / 71.650°S 11.233°E
庫爾恰托夫山（英語：Mount Kurchatov）是南極洲的山峰，位於東部南極洲的毛德皇后地，屬於洪堡山脈的一部分，海拔高度2,220米，該山峰由德國探險隊發現，現時受南極條約體系管理。